# Токайдотю хідзакуріґе
Токайдотю хідзакуріґе (яп. 東海道中膝栗毛, とうかいどうちゅうひざくりげ, «Подорож дорогою Східного моря») — японський комедійний ілюстрований роман, написаний Дзіппенся Ікку протягом 1802—1809 років. Складається з 18 книг. Ілюстрації виготовлені самим Ікку. Перша частина називається «Подорож пішки дорогами цього світу» (浮世道中膝栗毛), друга частина — «Подорож пішки дорогою» (道中膝栗毛), третя частина — «Подорож дорогою Східного моря» (東海道中膝栗毛). Вважається найкращим твором Дзіппенся Ікку, зразком японської комедійної літератури.

## Короткі відомості
«Подорож дорогою Східного моря» має форму пригодницького роману. В ньому розповідається про те, як мешканець міста Едо на ім'я Тотімен'я Ядзіробей і його товариш Кітахаті вирушають разом на захід по дорозі Токайдо, здійснюють паломництво до Святилища Ісе та відвідують Кіото й Осаку. Стосунки двох героїв роману нагадують ролі головного і другорядного актора в японському комедійному театрі кьоґен. Форма роману подібна до традиційного жанру порожньої літератури середньовіччя кана-дзосі. 
«Подорож дорогою Східного моря» реалістично описує усі деталі пригод Ядзіробея та Кітахаті. Вона сповнена тогочасних японських жартів та анекдотів, і позбавлена витонченості японської літератури попередніх століть. В романі висміюються тогочасне японське суспільство, самурайські чиновники, митниці, заборони та соціальні табу. У передмові до четвертого видання роману Дзіппенся Ікку зазначав, що писав свій твір для широкого загалу, насамперед простого люду.
«Подорож дорогою Східного моря» знайшла своє продовження у другому романі Ікку «Подальша подорож пішки» (続膝栗毛), що був виданий 1822 року. В ньому описуно пригоди Ядзіробея та Кітахаті у Західній Японії: головні герої відвідують Святилише Компіра на острові Сікоку та Святилище Іцукусіма в Хіросімі, і повретаються до Едо пішки гірськими дорогами Тюсандо.
Роман Ікку мав велику популярність серед Японських читачів 19 — 20 століття. Під його впливом були написані різноманітні пригодницькі повісті, зокрема, «Подорож дорогами Заходу» (1870, 西洋道中膝栗毛). Сучасні японські письменники інколи звертаються до спадщини Ікку, називаючи власні твори «Подорожами» або «хідзакуріґе».